# آرجی کایلر
آرجی کایلر (انگلیسی: RJ Cyler؛ زادهٔ ۲۱ مارس ۱۹۹۵) یک هنرپیشه اهل ایالات متحده آمریکا است. وی از سال ۲۰۱۳ میلادی تاکنون مشغول فعالیت بوده‌است.

## گزیده فیلمشناسی
از فیلم‌ها یا برنامه‌های تلویزیونی که وی در آن نقش داشته‌است می‌توان به آثار زیر اشاره کرد.
- من و ارل و دختر در حال مرگ (۲۰۱۵)
- پاور رنجرز (۲۰۱۷)
- ماشین جنگ (۲۰۱۷)
- سیرا برگس یک بازنده است
- همه‌چیز، همه‌چیز (۲۰۱۷)
- ریک پسر سفیدپوست (۲۰۱۸)